# Polderhoofdkanaal
Het Polderhoofdkanaal, ook wel Nieuw-Beetstervaart genoemd, is een waterweg in de gemeenten Smallingerland en Opsterland, in de Nederlandse provincie Friesland. Het kanaal loopt van De Veenhoop naar Nij Beets en met een scherpe hoek verder via de Schipsloot richting de Nieuwe Vaart, bij Uilesprong.
Het kanaal maakt deel uit van de waterbeheersing in de grote veenpolder, bij droogte laat men boezemwater instromen en als er te veel water is wordt er water geloosd op de boezem door middel van het gemaal. In de grote veenpolder komt kwel van het Drents Plateau naar boven. Door deze kwelstroom is het water in het Polderhoofdkanaal van een uitzonderlijke kwaliteit. Een gevolg hiervan is dat in het kanaal een goed ontwikkelde onderwatervegetatie aanwezig is. Onderdeel hiervan is de zeer zeldzame gestreepte waterroofkever. Daarnaast komen nog een aantal beschermde soorten voor in het kanaal: groene glazenmaker, kleine modderkruiper, grote modderkruiper en bittervoorn.
In het kader het Friese Meren Project werd voorgesteld het Polderhoofdkanaal beperkt open te stellen voor de scheepvaart, met name de pleziervaart. Na bezwaren van de Fryske Feriening foar Fjildbiology (FFF) en omwonenden zijn de werkzaamheden aan het kanaal op last van de rechtbank in Leeuwarden aanvankelijk stilgelegd.
In 2008 is met de betrokken natuurbeschermingsorganisaties volledige overeenstemming bereikt over compenserende maatregelen, die de natuurwaarden beschermen. Na een uitspraak van de Raad van State is het kanaal uiteindelijk hersteld en weer (beperkt) opengesteld voor de scheepvaart. Hiertoe zijn baggerwerkzaamheden verricht, zijn de beide sluizen hersteld en is een aantal bruggen weer beweegbaar gemaakt. 
In december 2014 was het kanaal technisch gereed. Per 1 juli 2015 is het opnieuw beperkt opengesteld voor de scheepvaart. Het betreft de facto slechts pleziervaart, maximale diepgang 9 decimeter en een maximale doorvaarthoogte van 27 decimeter. De beide sluizen en een aantal bruggen worden weer bediend. Het kanaal geeft een tweede toegang tot de zogenaamde Turfroute. De doorvaarttijden en openingsdata zijn ook op de Turfroute afgestemd. 

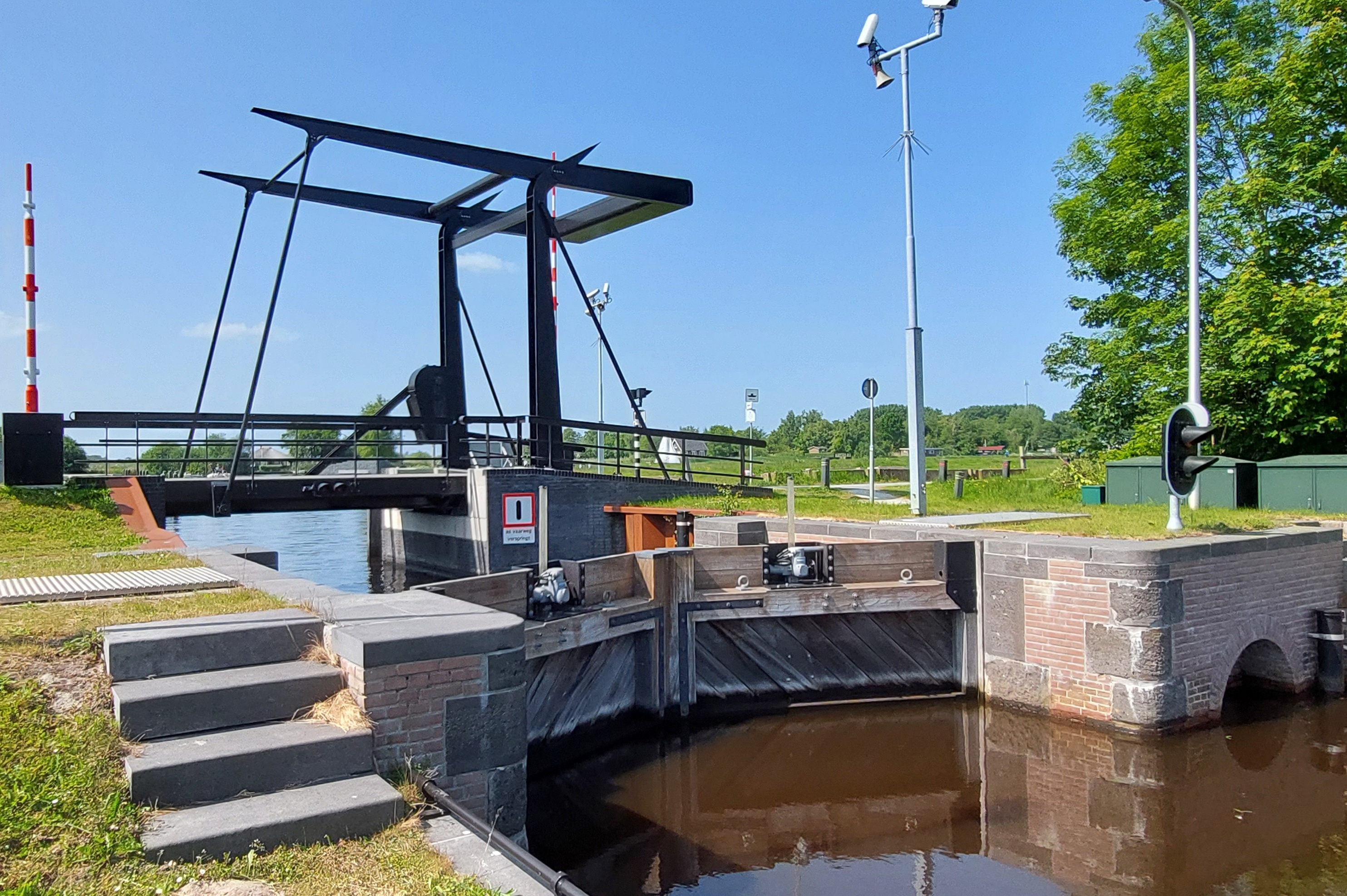
Brug Noordersluis bij De Veenhoop
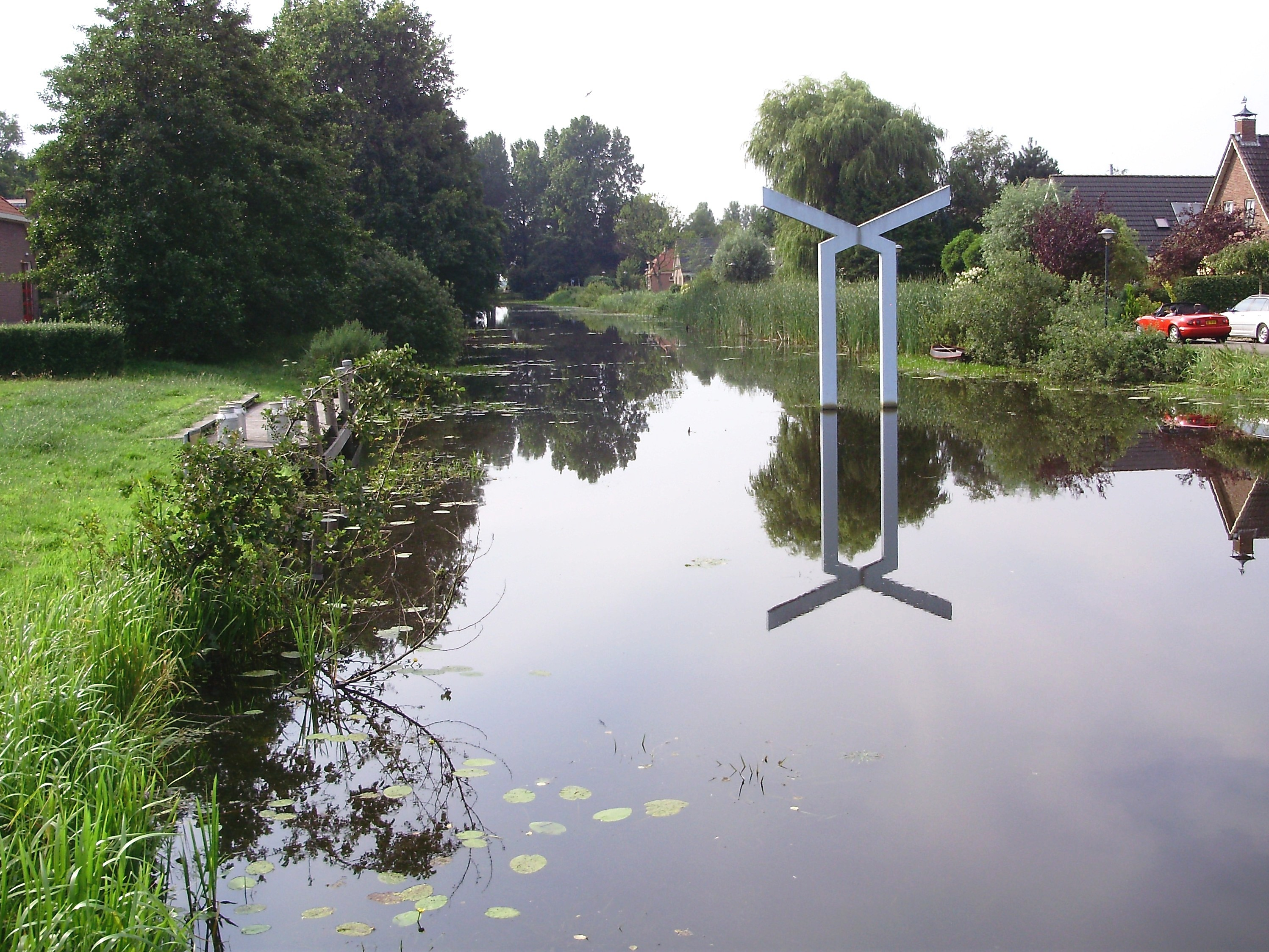
Een kunstwerk van Henk Lampe in het kanaal
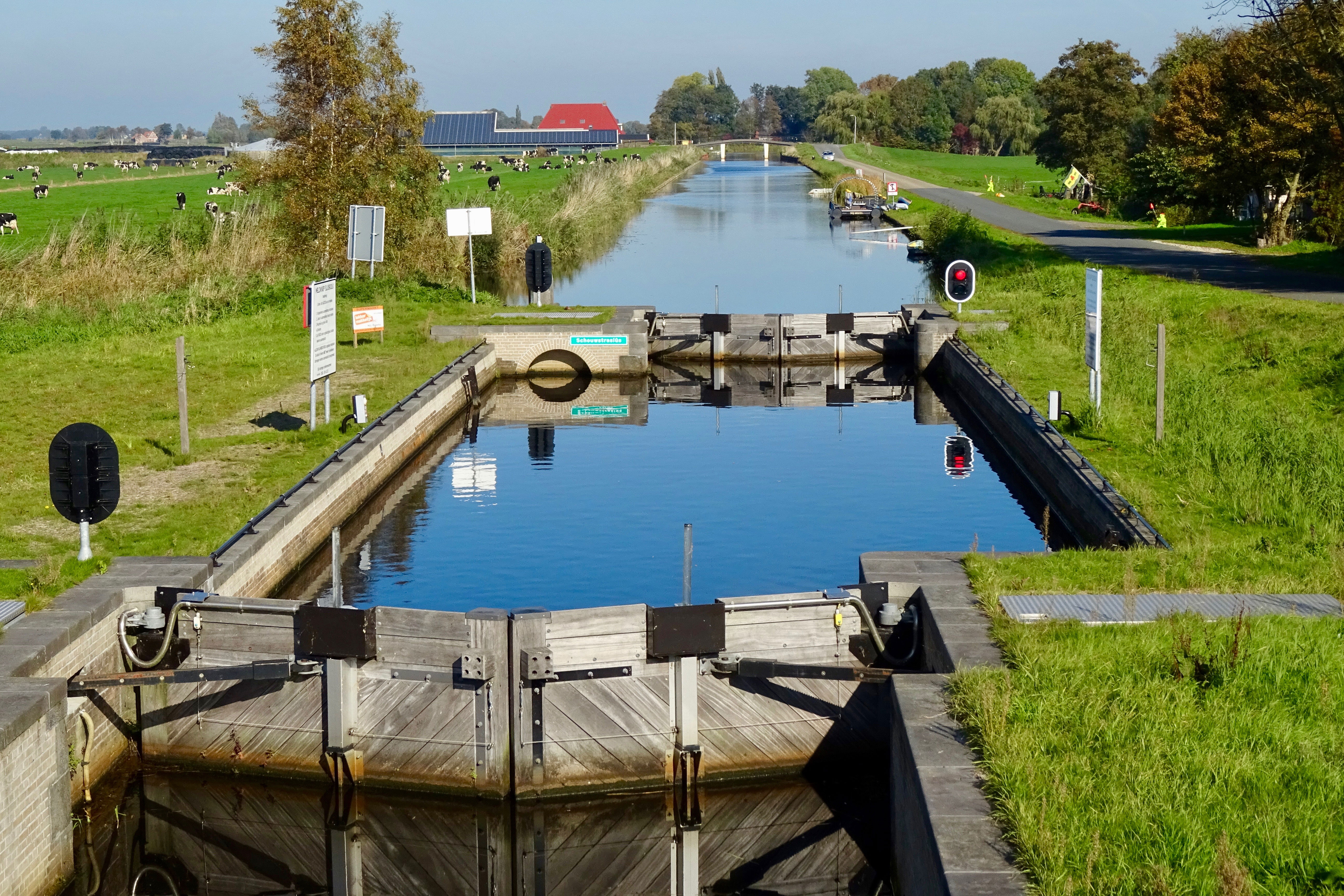
De Schouwstrasluis (Zuidersluis) bij Uilesprong